# Messénie
La Messénie (en grec ancien Μεσσηνία, translittération moderne : Messinia, ancienne : Messēnía) est une région au sud-ouest de la péninsule du Péloponnèse en Grèce. 
Elle constitue un district régional de la périphérie du Péloponnèse, dont la capitale est Kalamata. 

## Géographie

### Géographie physique

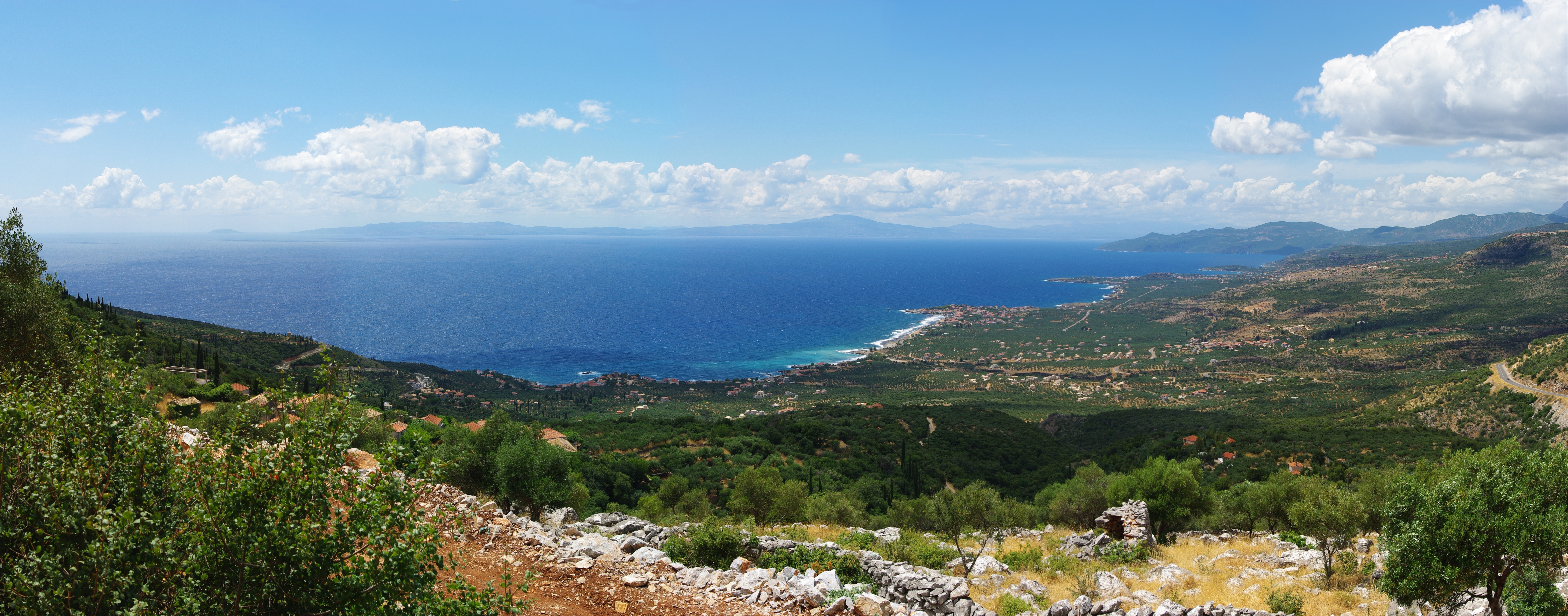
Le golfe de Messénie.

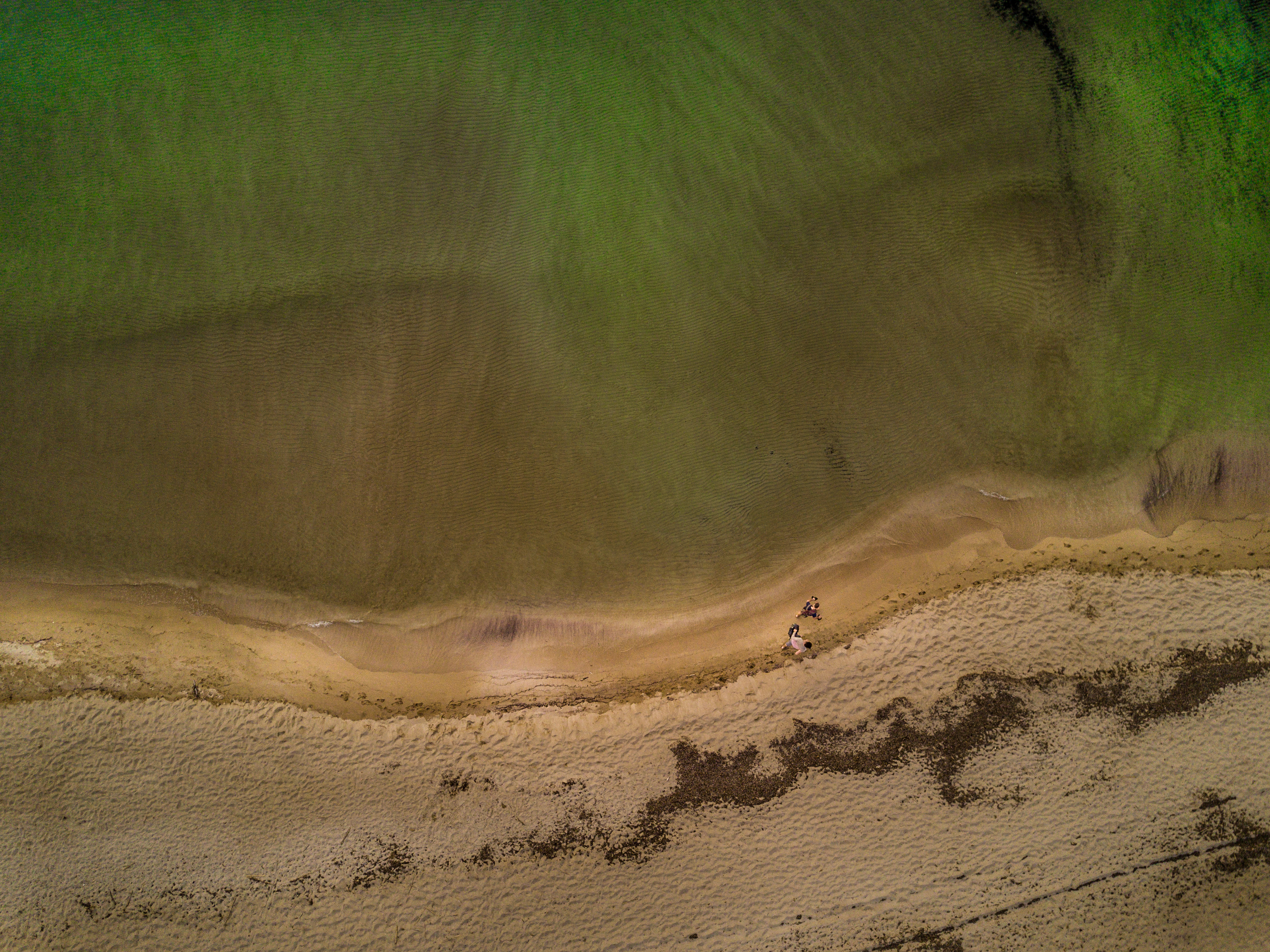
Vue aérienne de la plage Voidokilia à Messénie. Avril 2018.

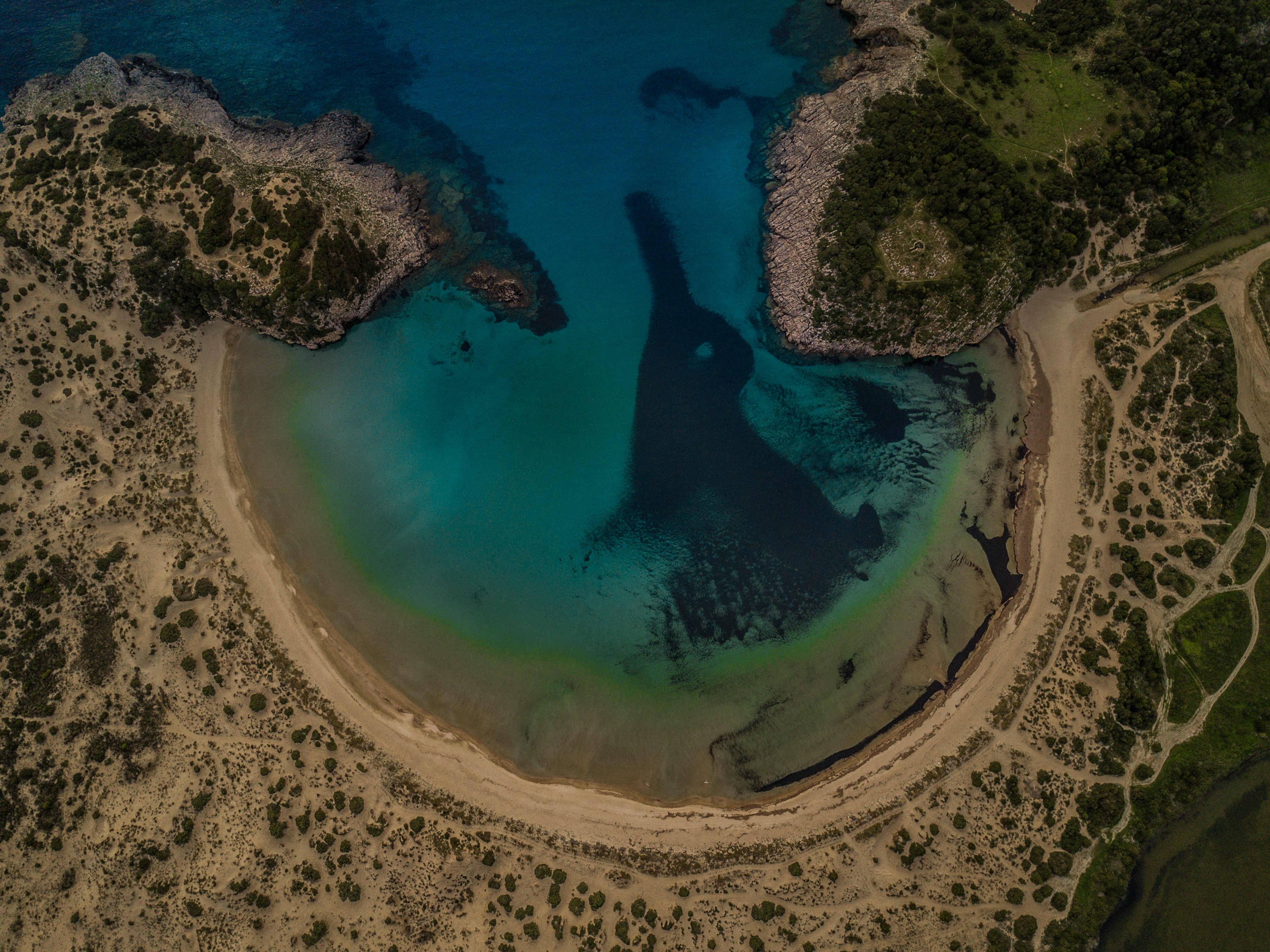
Autre vue aérienne de la plage Voidokilia à Messénie. Avril 2018.

La Messénie est bordée au nord par le mont Tétrasion (1 389 m) qui la sépare de l'Élide, à l'est par le mont Taygète (2 404 m au pic Élias) qui la sépare de la Laconie, à l'ouest et au sud par la mer Méditerranée où la péninsule messénienne se termine par le cap Akritas et se prolonge en mer par l'archipel des îles Oinousai (« vineuses » : Sapienza, Schizo et Venétiko). La principale vallée est celle du Pamisos, qui se jette dans le golfe de Messénie, où se situe le port de Kalamata, capitale du pays. Sur la côte ouest de la péninsule messénienne s'ouvre la baie de Pylos, où eut lieu la célèbre bataille de Navarin.

### Transport
- Route 7/E65, N, NE, Cen., SE
- Route 9/E55 (partiel nord), NO, O, SO
- Route 9A/E55, NO, N, NE
- Route 82, SO, S-Cen., SE

### Municipalités

Municipalités actuelles

| Dèmes (municipalités)             | Districts municipaux | Sièges     |
| --------------------------------- | -------------------- | ---------- |
| 4. Ichalia                        | Andania              | Meligalás  |
| 4. Ichalia                        | Dório                | Meligalás  |
| 4. Ichalia                        | Ichalia              | Meligalás  |
| 4. Ichalia                        | Íra                  | Meligalás  |
| 4. Ichalia                        | Meligalás            | Meligalás  |
| 1. Kalamata                       | Áris                 | Kalamata   |
| 1. Kalamata                       | Arfara (en)          | Kalamata   |
| 1. Kalamata                       | Kalamata             | Kalamata   |
| 1. Kalamata                       | Thouría              | Kalamata   |
| 2. Magne-Occidental (Dytiki Mani) | Avía                 | Kardamýli  |
| 2. Magne-Occidental (Dytiki Mani) | Léfktro              | Kardamýli  |
| 3. Messini                        | Épia                 | Messini    |
| 3. Messini                        | Androussa (en)       | Messini    |
| 3. Messini                        | Aristoménis          | Messini    |
| 3. Messini                        | Ithômé               | Messini    |
| 3. Messini                        | Messini              | Messini    |
| 3. Messini                        | Petalídi             | Messini    |
| 3. Messini                        | Tríkorfo             | Messini    |
| 3. Messini                        | Voufrádes            | Messini    |
| 5. Pylos-Nestor                   | Chiliochóra          | Pylos      |
| 5. Pylos-Nestor                   | Koróni (Coron)       | Pylos      |
| 5. Pylos-Nestor                   | Methóni (Modon)      | Pylos      |
| 5. Pylos-Nestor                   | Néstoras             | Pylos      |
| 5. Pylos-Nestor                   | Papafléssas          | Pylos      |
| 5. Pylos-Nestor                   | Pylos                | Pylos      |
| 6. Triphylie                      | Aetós                | Kyparissia |
| 6. Triphylie                      | Avlónas              | Kyparissia |
| 6. Triphylie                      | Gargaliáni           | Kyparissia |
| 6. Triphylie                      | Filiatrá             | Kyparissia |
| 6. Triphylie                      | Kyparissia           | Kyparissia |
| 6. Triphylie                      | Tripýla              | Kyparissia |

## Histoire
Au cours du IIe millénaire av. J.-C., Pylos était l'une des cités les plus importantes du monde grec. Son palais, dit "palais de Nestor", fut détruit dans un incendie vers 1180 av. J.-C.. La Messénie en tant que région apparaît dans l'histoire au VIIIe siècle av. J.-C., dans des textes de Tyrtée et de Pausanias, comme un pays dorien, rural et boisé, dont le principal centre (avec forteresse, temple à Zeus et marché) est Ithômé, et que convoite sa voisine Sparte, qui s'en empare au terme de trois guerres (qui s'achèvent en 464 av. J.-C.), réduisant les Messéniens à l'état d'hilotes (serfs) ou de périèques (vassaux). L'aristocratie messénienne doit alors quitter le Péloponnèse et est installée à Naupacte par les Athéniens, tandis que le peuple doit subir la kryptie spartiate et de lourds impôts.
Au cours du IVe siècle av. J.-C., le général thébain Épaminondas libère la Messénie du joug spartiate et lui rend son indépendance : c'est la « première libération » de l'historiographie locale. Une ville, Messène, fut alors fondée en contrebas du mont Ithomé, et la forteresse en constitua désormais l'acropole.
En 146 av. J.-C., la Messénie tombe sous domination romaine avec le reste de la ligue achéenne, et est intégrée en -27 à la province romaine d'Achaïe. En 396, la Messénie est mise à sac par les Goths d'Alaric. 
En 610 des slaves, les Ézérites et les Mélinges, s'installent autour de la Magne et du Taygète : longtemps restés autonomes dans leurs duchés, ils conservant leur identité et leur parler slave tout au long du Moyen Âge, avant d'être finalement hellénisés et christianisés au contact des Grecs durant la période byzantine. Au début du IXe siècle, le pays fait partie du thème byzantin du Péloponnèse, et résiste victorieusement aux raids maritimes des pirates arabes ou normands d'Italie, mais en 1204 les croisés s'en emparent et la majeure partie du pays est alors intégrée à la principauté d'Achaïe, tandis que le sud de la péninsule (avec les ports de Modon et Coron), deviennent vénitiens. La région est l'une des dernières de la principauté à rester sous domination latine mais est reconquise par les Byzantins du despotat de Mistra au début du XVe siècle : c'est la « deuxième libération » de l'historiographie locale. 
Les Turcs s'emparent de la Messénie en 1460 (puis des possessions vénitiennes en 1503), perdent le pays en 1699 au profit des Vénitiens, mais le regagnent en 1718 pour encore un siècle, avant de s'en retirer définitivement lors de l'indépendance de la Grèce : c'est la « troisième libération » de l'historiographie locale. Un Messénien, Theódoros Kolokotrónis, joua un rôle déterminant dans la guerre d'indépendance grecque.
Pendant la seconde guerre mondiale, la Messénie est occupée d'abord par l'Italie fasciste (1941-1943) puis par l'Allemagne nazie (1943-1944) avant d'être libérée par la Résistance grecque et les troupes britanniques du général Ronald Scobie : c'est la « quatrième libération » de l'historiographie locale.

## Source
- Christos Hadzijosseph (edit.) Ιστορία της Ελλάδας του 20ού αιώνα (Histoire de la Grèce jusqu'au XXe siècle) en 5 tomes, édit. "Bibliorama" Athènes 2002-2006